# Campeonato Mundial de Gimnasia Artística de 1970
El XVII Campeonato Mundial de Gimnasia Artística se celebró en Liubliana (Yugoslavia) entre el 22 y el 27 de octubre de 1970 bajo la organización de la Federación Internacional de Gimnasia (FIG) y la Federación Yugoslava de Gimnasia.

## Resultados

### Masculino
| Evento                 | Oro                                                                                                 | Plata | Bronce |
| ---------------------- | --------------------------------------------------------------------------------------------------- | --- | --- |
| Concurso completo ind. | Eizo Kenmotsu Japón 115,05 pts.                                                                     | Mitsuo Tsukahara Japón 113,85 pts.                                                                                     | Akinori Nakayama Japón 113,80 pts.                                                                                          |
| Suelo                  | Akinori Nakayama Japón 19,025                                                                       | Eizo Kenmotsu Japón 18,975                                                                                             | Takeshi Kato Japón 18,900                                                                                                   |
| Caballo con arcos      | Miroslav Cerar Yugoslavia 19,375                                                                    | Eizo Kenmotsu Japón 19,325                                                                                             | Viktor Klimenko Unión Soviética 19,050                                                                                      |
| Anillas                | Akinori Nakayama Japón 19,400                                                                       | Mitsu Tsukahara Japón 19,250                                                                                           | Mikhail Voronin Unión Soviética 19,225                                                                                      |
| Salto de potro         | Mitsuo Tsukahara Japón 19,125                                                                       | Viktor Klimenko Unión Soviética 19,000                                                                                 | Takeshi Kato Japón 18,600                                                                                                   |
| Paralelas              | Akinori Nakayama Japón 19,400                                                                       | Eizo Kenmotsu Japón / Mikhail Voronin Unión Soviética 19,250                                                           | |
| Barra fija             | Eizo Kenmotsu Japón 19,475                                                                          | Akinori Nakayama Japón 19,375                                                                                          | Takuji Hayata Japón / Klaus Köste República Democrática Alemana 19,350                                                      |
| Concurso por equipos   | Japón Eizo Kenmotsu Mitsuo Tsukahara Akinori Nakayama Fumio Honma Takuji Hayata Takeshi Katō 571,10 | Unión Soviética Mikhail Voronin Viktor Klimenko Sergei Diomidov Viktor Lisitsky German Bogdanov Valery Karasyov 564,35 | República Democrática Alemana Matthias Brehme Klaus Köste Wolfgang Thüne Gerhard Dietrich Peter Kunze Bernd Schiller 553,15 |

### Femenino
| Evento                 | Oro | Plata | Bronce |
| ---------------------- | --- | --- | --- |
| Concurso completo ind. | Liudmila Turischeva Unión Soviética 77,05 pts.                                                                           | Erika Zuchold República Democrática Alemana 76,45 pts.                                                                              | Zinaida Voronina Unión Soviética 76,15 pts.                                                                                    |
| Suelo                  | Liudmila Turischeva Unión Soviética 19,650                                                                               | Olga Karasyova Unión Soviética 19,525                                                                                               | Zinaida Voronina Unión Soviética 19,375                                                                                        |
| Salto de potro         | Erika Zuchold República Democrática Alemana 19,450                                                                       | Karin Janz República Democrática Alemana 19,350                                                                                     | Liudmila Turischeva Unión Soviética / Liubov Burda Unión Soviética 19,300                                                      |
| Barras asimétricas     | Karin Janz República Democrática Alemana 19,550                                                                          | Liudmila Turischeva Unión Soviética 19,450                                                                                          | Zinaida Voronina Unión Soviética 19,300                                                                                        |
| Barra                  | Erika Zuchold República Democrática Alemana 19,200                                                                       | Cathy Rigby Estados Unidos 19,050                                                                                                   | Christine Schmitt República Democrática Alemana / Larissa Petrik Unión Soviética 18,900                                        |
| Concurso por equipos   | Unión Soviética Lyubov Burda Olga Karasyova Tamara Lazakovich Larisa Petrik Ludmilla Tourischeva Zinaida Voronina 380,65 | República Democrática Alemana Angelika Hellmann Karin Janz Marianne Noack Richarda Schmeißer Christine Schmitt Erika Zuchold 377,75 | Checoslovaquia Soňa Brázdová Luba Krasna Hana Lišková Marianna Némethová-Krajčírová Bohumila Řimnáčová Marcella Váchová 371,90 |

## Medallero
| Núm. | País           | Oro | Plata | Bronce | Total |
| ---- | -------------- | --- | ----- | ------ | ----- |
| 1    | Japón          | 7   | 6     | 4      | 17    |
| 2    | URSS           | 3   | 5     | 8      | 16    |
| 3    | RDA            | 3   | 3     | 3      | 9     |
| 4    | Yugoslavia     | 1   | 0     | 0      | 1     |
| 5    | Estados Unidos | 0   | 1     | 0      | 1     |
| 6    | Checoslovaquia | 0   | 0     | 1      | 1     |
|      | TOTAL          | 14  | 15    | 16     | 45    |